# ایران اجر

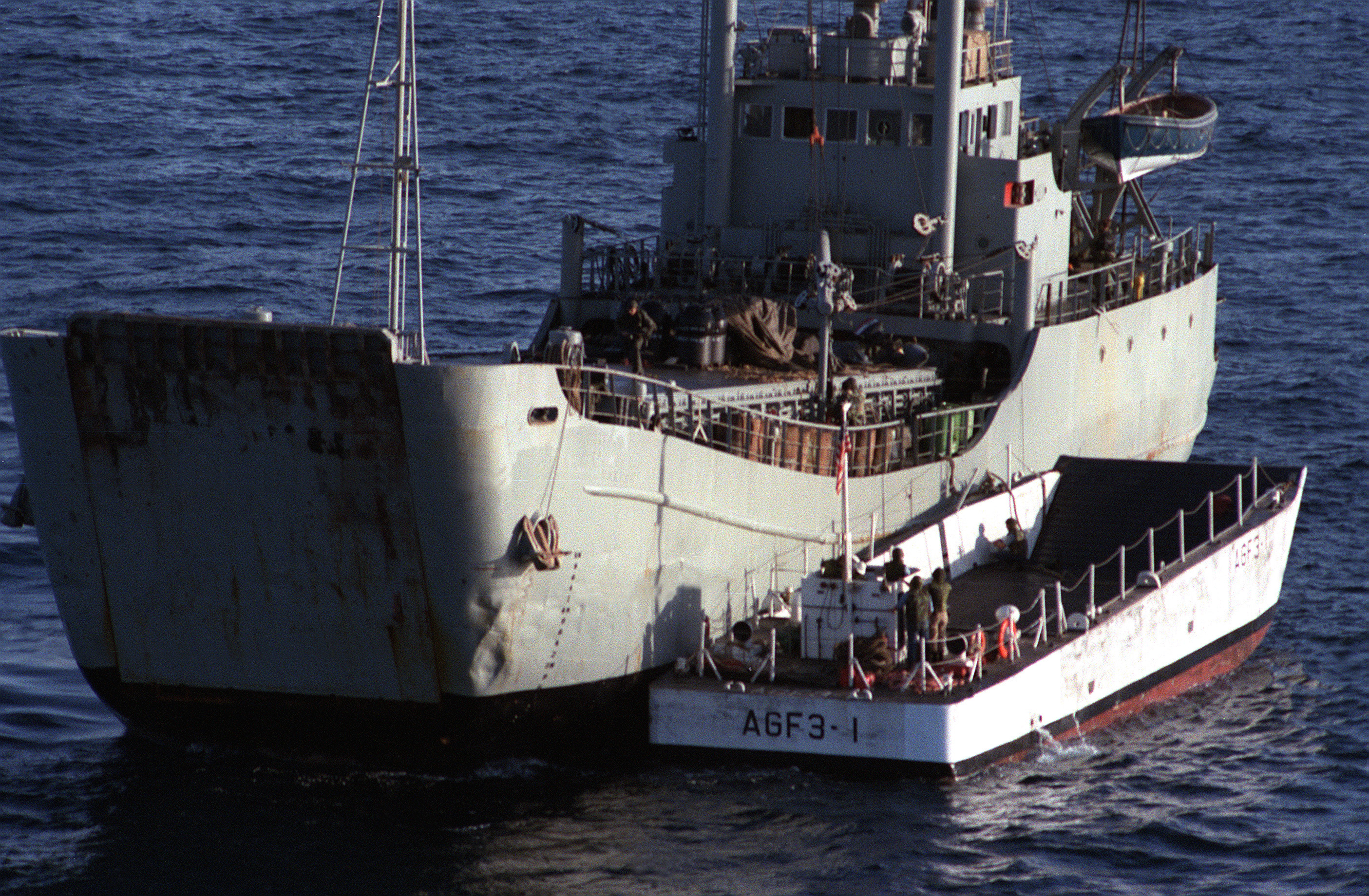
تصویری از ایران اجر در زمان مصادره توسط ارتش آمریکا که مین‌ها از روی عرشه مشخص است

ایران اجر که قبلا با نام آریا رخش در نیروی دریایی شاهنشاهی خدمت کرده بود. یک کشتی تدارکاتی آبی خاکی تولید شرکت تراووکای  ژاپن Teraoka Shipyard  بود. آمریکا ادعا می کند که این کشتی توسط ایران برای مین‌گذاری دریایی در طول جنگ ایران و عراق به کار برده می‌شد. در مقابل ایران همواره این ادعا را رد کرده و می گوید ایران اجر تنها یک کشتی تجاری بود. این کشتی در سال ۱۹۷۸ ساخته شده بود و وزنی معادل ۶۱۴ تن و طولی معادل ۵۴ متر داشت، این کشتی دارای دو موتور دیزل و همچنین رمپ خم شونده برای راحتی در امور باربری بود.

## جنگ ایران و عراق

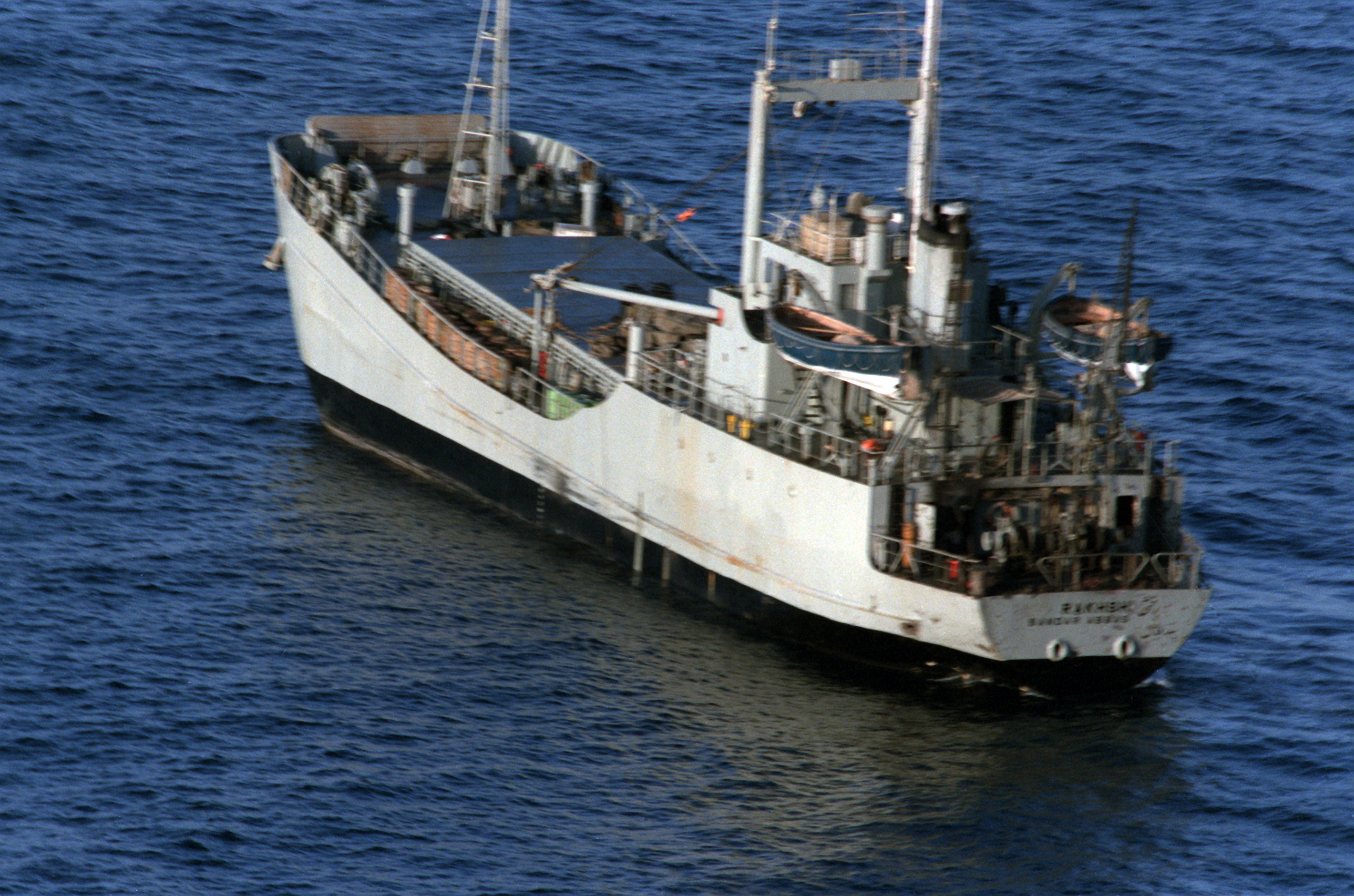
تصویری از ایران اجر

در جریان جنگ نفت‌کش‌ها ایران اجر در نقطه عطف عملیات فرصت برجسته (Operation Prime Chance) قرار گرفت، که در حقیقت قسمتی از عملیات اراده جدی (Operation Earnest Will) بود، عملیاتی که هدف آن حفاظت از کشتی‌هایی بود که با پرچم ایالات متحده در خلیج فارس تردد می‌کردند.
در ۲۱ سپتامبر ۱۹۸۷ میلادی، بالگردهای فرستاده شده از عرشه ناوچه موشک‌انداز جرت (USS Jarrett) با تعقیب آن در شب متوجه شدند که کشتی اقدام به مین‌گذاری می‌کند، فرماندهان آمریکایی در خلیج فارس به خلبانان دستور دادند تا مین‌گذاری را متوقف کنند، هلیکوپترها به سمت کشتی ایرانی آتش گشودند، عده‌ای از ملوانان آن کشته شدند. تیمی از کماندوهای نیروی دریایی امریکا سوار کشتی شدند، وجود مین ها را تأیید کردند و 26 ناوی ایرانی زنده مانده را بازداشت کردند. دریاسالار هارولد برنسن بعداً گفت که به بازداشت‌شدگان پیشنهاد شد که از امریکا درخواست پناهندگی سیاسی کنند.   در ۲۶ سپتامبر اقدام به غرق کشتی در آب‌های بین‌المللی کردند.
هنگامی که ساموئل بی. رابرتز در آوریل همان سال مورد اصابت یک مین دریایی قرار گرفت، غواصان با پیداکردن چندین مین در محل و تطبیق آن با شماره سریال مین‌های  ایران ارج متوجه شدند که مین‌ها توسط ایرانی‌ها رها شده بود و در  عملیات آخوندک   اقدام به تلافی کردند  .